# Platyhypnidium obscurum
Platyhypnidium obscurum là một loài Rêu trong họ Brachytheciaceae. Loài này được (Besch.) M. Fleisch. miêu tả khoa học đầu tiên năm 1923.